# Чернышовка (Шишацкий район)
Чернышовка (укр. Чернишівка) — село, Шишацкий поселковый совет,
Шишацкий район, Полтавская область, Украина.

## Географическое положение
Село Чернышовка находится в 2-х км от правого берега реки Голтва,
на расстоянии в 1 км от сёл Григоровщина и Толстое.
К селу примыкают небольшие лесные массивы.
По селу протекает пересыхающий ручей с запрудой.

## История
Население по переписи 2001 года составляло 159 человек.
10 апреля 2018 года в районе села разбился вертолёт Ми-2 сельскохозяйственной авиации.

## Экономика
- Молочно-товарная ферма.